# Yoo Ah-in
Yoo Ah In (Hangul: 유아인, Hán-Việt: Lưu Á Nhân) tên thật là Uhm Hong-sik (Hangul: 엄홍식, Hán-Việt: Nghiêm Hoằng Thực) (sinh ngày 6 tháng 10 năm 1986), là diễn viên của Hàn Quốc.
Anh diễn chính trong một số bộ phim điện ảnh và phim truyền hình như Bi kịch triều đại, Chạy đâu cho thoát, Lục long tranh bá, Vũ khí nhà văn,.. Với kỹ năng diễn xuất từng nhận được nhiều lời khen từ các bậc tiền bối và giới phê bình, Yoo Ah In đã vượt qua hàng loạt tên tuổi lớn của nền điện ảnh Hàn Quốc để trở thành Ảnh đế thuộc lứa 8x đầu tiên nhận giải thương danh giá "Rồng Xanh" - được mệnh danh là Oscar xứ Hàn với tác phẩm The Throne.
Vai diễn anh chàng thư sinh Moon Jae Sin nghĩa là "con ngựa bất kham" hay "con ngựa điên" trong bộ phim truyền hình của đài KBS năm 2010 mang tên "Sungkyunkwan Scandal" đã đem tên tuổi của Yoo Ah In đến với công chúng. Nhưng phải đến năm 2015, Yoo Ah In đã mở ra một thời đại cho riêng mình "AhInShiDae" với 2 tác phẩm điện ảnh kinh điển là "The Throne" và "Veteran" càn quét các giải thưởng để đem về cho mình danh hiệu Ảnh đế, cùng với đó là sự xuất hiện trong bộ phim truyền hình "Six Flying Dragons", anh đã trở thành Thị đế của Baeksang danh giá.
Năm 2020, lần thứ 2 anh lên ngôi Ảnh đế của lễ trao giải điện ảnh Rồng Xanh danh giá với vai diễn Tae In trong "Voice of Silence" Những bộ phim sau của Yoo Ah In cũng đạt được những thành công lớn cả về chuyên môn lẫn thương mại, như Voice Of Silence, Default, Burning, Alive,...
Anh từng theo học Đại học Konkuk chuyên ngành Điện ảnh.

## Phim

### Phim điện ảnh
| Năm  | Tên phim                                           | Tên vai diễn               | Chú thích      |
| ---- | -------------------------------------------------- | -------------------------- | -------------- |
| 2007 | Sim's Family                                       | Sim Yong Tae               |                |
| 2007 | Boys of Tomorrow                                   | Jong Dae                   |                |
| 2008 | Antique                                            | Yang Ki Bum                |                |
| 2009 | Sky and Ocean                                      | Jin Goo                    |                |
| 2011 | Punch                                              | Do Wan Deuk                |                |
| 2013 | Ý chí nam nhi                                      | Gang Cheol                 |                |
| 2014 | The Satellite Girl and Milk Cow                    | Go Kyung Chun (lồng tiếng) | Phim hoạt hình |
| 2014 | Án mạng học đường                                  | Choo Sang Bak              |                |
| 2015 | Chạy đâu cho thoát                                 | Jo Tae Oh                  |                |
| 2015 | Bi kịch triều đại                                  | Tư Điệu Thế tử             |                |
| 2016 | Mình thích nhau đi                                 | Noh Jin Woo                |                |
| 2016 | CCRT Aerospace: Episode 1 Fragile: The Other Space | Đàn ông                    | Phim ngắn      |
| 2018 | Burning                                            | Jong Soo                   |                |
| 2018 | Sovereign Default                                  | Yun Jeong-hak              |                |
| 2020 | Alive: Tôi còn sống                                | Jun-woo                    |                |
| 2020 | Voice of Silence                                   | Tae-In                     |                |
| 2021 | Seoul Vibe                                         | Dong-Wook                  | TBA            |

### Phim truyền hình
| Năm  | Tên phim             | Vai diễn                                                            | Chú thích                  |
| ---- | -------------------- | ------------------------------------------------------------------- | -------------------------- |
| 2003 | Sharp 1              | Yoo Ah In                                                           | Đóng cặp với Go Ara        |
| 2004 | Nụ hôn tháng Tư      | Con của Kang Jae Seob                                               |                            |
| 2005 | Si Eun and So Ha     | Min Seok                                                            |                            |
| 2008 | Chil Woo The Mighty  | Heuk San / Kim Hyuk                                                 |                            |
| 2009 | He Who Can't Marry   | Park Hyun Gyu                                                       | Đóng cặp với Kim So Eun    |
| 2010 | Sungkyunkwan Scandal | Moon Jae Shin                                                       |                            |
| 2012 | Fashion King         | Kang Young Gul                                                      | Đóng cặp với Shin Se Kyung |
| 2013 | Tình sử Jang Ok-jung | Triều Tiên Túc Tông Lee Soon                                        | Đóng cặp với Kim Tae Hee   |
| 2014 | Tình yêu bị cấm đoán | Lee Sun Jae                                                         | Đóng cặp với Kim Hee Ae    |
| 2014 | Discovery of love    | Cameo                                                               | Tập 16                     |
| 2015 | Lục long tranh bá    | Triều Tiên Thái tông Lee Bang Won                                   | Đóng cặp với Shin Se Kyung |
| 2016 | Hậu duệ mặt trời     | Cameo                                                               | Tập 13                     |
| 2017 | Vũ khí nhà văn       | Nhà văn Han Se Joo (thời hiện tại) Nhà văn Seo Hwi Young (năm 1930) | Đóng cặp với Lim Soo Jung  |
| 2021 | Bản án từ địa ngục   | Jung Jin-Soo                                                        |                            |

### Video âm nhạc
- Footprints (발자국) của T.O.
- Only One của BoA
- Heung-Bu (흥부야)
- Jayu của Se So Neon.

### Quảng cáo
- 2003 Nongsim Jjolmyeon
- 2004 Nongshim Honey Twist
- 2005 SK Telecom Speed 001, Skool Looks, Bluetail Apparel
- 2010 LG Fashion Hazzys
- 2011 Hana SK Touch 1 Card, Jack & Jill, Olive Young, Okkudak, LG Optimus Black, Reebok Classic, Diadora
- 2012 Samchuly Bicycle, Very Good Tour, Chamisul, Fujifilm Instax, O'Sulloc
- 2013 Mise-en-Scène, LG Optimus LTE3, Philips, Lafuma, The Class, I'm David
- 2015 McCafé, Jeep Brand, LG U+
- 2016 SESA Living, Reebok Classic, Giordano, Netmarble Games KON
- 2017 French Cafe

## Danh sách giải thưởng

### 2007
- Nam diễn viên mới xuất sắc tại Giải thưởng Hiệp hội phê bình phim Pusan lần thứ 8 với Boys of Tomorrow.
- Nam diễn viên mới xuất sắc tại Liên hoan phim Pyungtaek lần thứ 3 với Boys of Tomorrow.

### 2008
- Nam diễn viên mới xuất sắc tại Giải thưởng Director's Cut lần thứ 11 với Antique.

### 2010
- Cặp diễn ăn ý nhất cùng Song Joong Ki tại Giải thưởng phim truyền hình đài KBS năm 2010 với Sungkyunkwan Scandal.
- Giải Phong cách tại Giải thưởng thường niên A-AWARDS lần thứ 5.

### 2011
- Top 20 giọng nói tuyệt vời nhất trong Giải thường Bình chọn tuổi 20 của Mnet.
- Giải Yêu thích tại Style Icon Awards lần thứ 4.

### 2012
- Discovery Award tại Korean Film Reporters Association Awards lần thứ 3 với Punch.

### 2013
- People Who Made the World Brighter tại Korean Environmental & Community Awards.

### 2015
- Asia Star of the Year tại Marie Claire Asia Star Awards lần thứ 3.
- Favorite Actor tại Korea World Youth Film Festival lần thứ 15 với Veteran, The Throne.
- Best Actor tại Blue Dragon Film Awards lần thứ 36 với The Throne.
- Best Male Fashionista in a Movie tại Fashionista Awards năm 2015 với Veteran.
- Style Award tại Giải thưởng thường niên A-AWARDS lần thứ 10.
- Artistic Impression in Motion Pictures Award tại SACF Artists of the Year Awards lần thứ 5.
- Fashion Icon Award tại CFDK Awards lần thứ 4.
- Top Star Award tại The Korea Film Actors Association Awards năm 2015 với Veteran, The Throne.
- Top Excellence Award, Actor in a Serial Drama tại SBS Drama Awards năm 2015 với Six Flying Dragons.
- Best Couple Award cùng Shin Se-kyung tại SBS Drama Awards năm 2015 với Six Flying Dragons.
- Top 10 Stars Award tại SBS Drama Awards năm 2015 với Six Flying Dragons.

### 2016
- Best Actor tại Korean Film Reporters Association Awards lần thứ 7 với The Throne.
- Best Actor tại Max Movie Awards lần thứ 11 với Veteran.
- Style Icon Award tại Style Icon Awards lần thứ 8.
- Next Generation Award tại Asian Film Awards lần thứ 10.
- Best Actor tại Chunsa Film Art Awards lần thứ 21 với The Throne.
- Best Actor tại Golden Cinematography Awards lần thứ 36 với Veteran.
- Best Actor (TV) tại Baeksang Arts Awards lần thứ 52 với Six Flying Dragons.
- Prime Minister Award tại Korean Popular Culture & Arts Awards lần thứ 7.
- Favorite Actor tại Korea World Youth Film Festival lần thứ 16.

### 2017
- Photogenic of the Year tại Korea Fashion Photographers Association Awards lần thứ 19

### 2021
- Best Actor tại BaekSang Arts Awards lần thứ 57 với Voice of Silence
- Best Actor, Popularity Award tại Blue Dragon Film Awards lần thứ 41 với Voice of Silence
- Best Actor tại Buil Flim Awards lần thứ 30 với Voice of Silence